# Jakub al-Ghusajn
Jakub al-Ghusajn (ur. 1899 w Ramli, zm. 27 grudnia 1948 we Wschodniej Jerozolimie) – palestyński polityk, członek Wysokiego Komitetu Arabskiego podczas arabskiego powstania w Palestynie (1936–1939).

## Dzieciństwo i młodość
Jakub urodził się w zamożnej arystokratycznej rodzinie arabskiej w mieście Ramla w Palestynie, będącej wówczas częścią Imperium Osmańskiego. Ukończył studia prawnicze na University of Cambridge w Wielkiej Brytanii.

## Działalność polityczna
Po powrocie do Brytyjskiego Mandatu Palestyny al-Ghusajn zaangażował się w działalność polityczną na rzecz obrony prawa arabskich przed kolonializmem brytyjskim i osadnictwem żydowskim w Palestynie. W 1932 założył Partię Młodzieży Kongresu. W styczniu 1932 zorganizował w Jafie pierwszy Narodowy Kongres Młodzieży Arabskiej, na którym głośno wyrażono poglądy panarabskie, antybrytyjskie i antysyjonistyczne.
Gdy w kwietniu 1936 wybuchło arabskie powstanie w Palestynie, al-Ghusajn był przedstawicielem swojej partii w Wysokim Komitecie Arabskim. W 1937 był także członkiem Najwyższej Rady Muzułmańskiej. W dniu 1 października 1937 został aresztowany i zesłany na wyspy Seszele. W lutym 1939 był członkiem arabskiej delegacji na Konferencji w Londynie. W 1945 odbudował swoją frakcję polityczną.
Zmarł 27 grudnia 1948 we Wschodniej Jerozolimie.